# Deadwood (Fernsehserie)
Deadwood ist eine US-amerikanische Fernsehserie des Senders HBO, die in Deadwood (South Dakota) in den Jahren 1876 und 1877 spielt, kurz nach der Schlacht am Little Bighorn. Das Konzept stammt von David Milch (Executive Producer), von dem auch die Fernsehserie NYPD Blue erfunden wurde.
Der zehn Jahre später spielende Film erschien 2019.

## Historischer Hintergrund
Um 1877 war Deadwood noch keine richtige Stadt, sondern mehr ein improvisiertes Lager von Abenteurern und Goldsuchern, die von dem Gerücht angelockt wurden, in den Black Hills seien reiche Goldvorkommen vorhanden.
Genau wie die Ereignisse um die Entstehung der Siedlung basieren auch viele der Charaktere auf historischen Figuren, wie beispielsweise Bill Hickok, Seth Bullock, Calamity Jane, Al Swearengen oder George Hearst. Die Handlung der Serie vermischt historische Fakten mit fiktiven Elementen.
Die Serie war nicht nur aufgrund der von einigen Kritikern als frauenfeindlich empfundenen (aber historisch korrekten) Darstellung, sondern auch aufgrund der expliziten Darstellung von Sexualität und der derben Sprache zunächst umstritten, gilt heute aber weitgehend als Meisterwerk.

## Produktion
Die dritte und letzte Staffel lief im amerikanischen Fernsehen vom 11. Juni bis 27. August 2006. Das Aus für die Serie hing mit den neuen Verpflichtungen von Deadwood-Schöpfer David Milch zusammen, der nach dem Erfolg von Deadwood von HBO beauftragt wurde, die Surfer-Serie John from Cincinnati zu realisieren. Ursprünglich gab es Pläne für eine vierte Staffel in Form von zwei längeren Fernsehfilmen. Die Verhandlungen zogen sich aber so lange hin, bis die Kulissen abgerissen wurden, wodurch eine Wiederaufnahme der Produktion unverhältnismäßig teuer geworden wäre. Seitdem gab es seitens der beteiligten Autoren, Produzenten, Darsteller etc. immer wieder Äußerungen und Gerüchte über eine mögliche Filmproduktion. Im Juli 2018 bestätigte der Sender HBO die Produktion eines Fernsehfilms, der am 31. Mai 2019 auf HBO ausgestrahlt wurde.

## Ausstrahlung in Deutschland
Am 16. April 2005 um 20.15 Uhr lief der Pilotfilm bei Premiere 4. Auf dem gleichen Sender wurde ab dem 19. April 2005 die erste Staffel jeden Dienstag 22.00 Uhr ausgestrahlt.

## Inhalt

### Erste Staffel – 1876
Seth Bullock gibt seinen Sheriffposten in Montana auf und begibt sich mit seinem Partner Sol Star nach Deadwood, um dort einen Eisenwarenladen zu eröffnen. Schon kurz nach seiner Ankunft lernt er den berühmten Revolverhelden Wild Bill Hickok kennen, der mit seinen Freunden Calamity Jane und Charlie Utter in Deadwood weilt. Während sich Bullock und Hickok mit Respekt begegnen und Freundschaft schließen, gerät Bullock mit Al Swearengen, dem Besitzer des Saloons und Bordells The Gem, aneinander. Swearengen hat in allen Angelegenheiten von Deadwood seine Finger im Spiel.
Ein Reiter kommt nach Deadwood und berichtet, dass die norwegische Familie Metz, die dabei war, Deadwood zu verlassen, von Indianern ausgeraubt, ermordet und skalpiert wurde. Bullock, Hickok und Utter besichtigen den Tatort und finden mit der jüngsten Tochter der Familie überraschend eine Überlebende, die sie in die Obhut von Jane und dem Arzt Cochran geben. Bullock, Hickok und Utter ahnen, dass der Indianerüberfall nur vorgetäuscht war und in Wahrheit Straßenräuber unter Swearengens Kommando für das Massaker verantwortlich sind. Swearengen tötet die Straßenräuber, da sie eine Überlebende zurückgelassen haben, und bedroht auch das Leben des kleinen Mädchens, mit dem sich Jane und Utter verstecken. Swearengen gibt seine Mordpläne in Bezug auf das kleine Mädchen, das nur norwegisch spricht und sehr apathisch wirkt, schließlich auf.
Zur gleichen Zeit befinden sich in Deadwood auch der Geschäftsmann Brom Garret und seine Laudanum-abhängige Frau Alma. Swearengen dreht dem naiven Brom einen scheinbar wertlosen Goldclaim an. Als Brom den Betrug entdeckt und damit droht, die gefürchtete und verhasste Pinkerton-Detektei einzuschalten, lässt Swearengen ihn von seinem Handlanger Dan ermorden. Durch Zufall entdeckt Dan dabei, dass der Claim, der nun in den Besitz von Alma fällt, doch nicht wertlos ist, sondern vielmehr eine reiche Goldader besitzt.
Hickok wird am Pokertisch im Saloon No. 10 von dem Verlierer Jack McCall hinterrücks erschossen. McCall wird jedoch von dem eilig zusammengetrommelten Gericht in Deadwood freigesprochen und verlässt die Stadt. Jane verkraftet den Tod ihres besten Freundes nicht und flieht in die Wälder, um sich hemmungslos zu betrinken. Das kleine Mädchen landet daraufhin in der Obhut von Alma, während Bullock und Utter dem flüchtigen McCall nachjagen und ihn schließlich vor ein ordentliches Gericht bringen.
Da Alma mit der Betreuung des kleinen Mädchens überfordert ist, schickt Swearengen ihr seine, ihm persönlich nahestehende Prostituierte Trixie, die Alma mit Opium versorgen soll, um sie dazu zu bringen, den Claim weit unter Wert zu verkaufen. Trixie schlägt sich jedoch auf Almas Seite, hilft ihr beim Entzug und kümmert sich um das kleine Mädchen, das sichtlich aufblüht und endlich seinen Namen verrät – Sofia.
Swearengen erhält Konkurrenz durch den wohlhabenden Geschäftsmann Cy Tolliver, der mit dem Bella Union einen luxuriöseren Saloon eröffnet. Einer von Tollivers Spießgesellen, der Berufsspieler Andy Cramed, taucht wenig später in Deadwood auf und schleppt die Pocken ein. Damit der Ausbruch der Seuche nicht auf seinen Laden zurückgeführt wird, bringt der skrupellose Tolliver den schwerkranken Andy zum Sterben in den Wald. Dort wird dieser von Jane gefunden, die sich widerwillig um ihn kümmert. Die Pocken können schließlich durch einen von Swearengen organisierten Impfstoff besiegt werden und auch Andy überlebt zu Tollivers Entsetzen. Andy verlässt danach Deadwood.
Bullock und der erfahrene, gutherzige Goldsucher Ellsworth helfen Alma, ihren Goldclaim zu verwalten. Alma und Bullock kommen sich dabei näher, obwohl Bullock vor kurzem die Witwe seines Bruders geheiratet hat, die mit ihrem Sohn noch in Montana weilt. Als Almas betrügerischer Vater in Deadwood auftaucht und seine Tochter erpresst, schlägt Bullock ihn halbtot und jagt ihn für immer aus der Stadt. Danach schlafen Bullock und Alma erstmals miteinander.
Mehrere angrenzende US Territorien kämpfen darum, sich das noch unabhängige Deadwood einzuverleiben. Swearengen versucht die Angelegenheit mit Schmiergeldern und Mord zu beeinflussen. Der Form halber werden Ämter bestimmt. Bullock lehnt das Sheriffsamt zunächst ab, reißt es dann aber doch an sich, als er erkennt, dass der zum Sheriff bestimmte Con Stapleton in Tollivers Auftrag Zwietracht zwischen der weißen Bevölkerung und den chinesischen Einwanderern in Deadwood zu schüren versucht.
Der Gesundheitszustand von Reverend Smith, dem einzigen Pastor des Lagers, verschlechtert sich zunehmend, so dass er schon bald sehr vergesslich wird und nicht mehr weiß was er tut. Letztlich nimmt Al Swearengen ihn im Gem auf und erlöst ihn von seinem Leiden, welches zunächst durch einen Hirntumor begründet schien. Dr. Cochran stellt nach einer Obduktion eine Enzephalopathie fest.
Bullock steckt sich den Stern des Sheriffs an.

### Zweite Staffel – 1877
Alma hat für ihre Adoptivtochter Sofia die New Yorkerin Miss Alice Isringhausen als Hauslehrerin eingestellt. Noch immer führen Sheriff Bullock und Alma eine Affäre, die Swearengen gegen Bullock zu verwenden versucht. Zwischen den beiden Männern kommt es zu einer heftigen Auseinandersetzung, bei der Bullocks Partner Sol Star angeschossen wird. Trixie kümmert sich um ihn und die beiden beginnen eine Beziehung.
Bullocks Frau Martha und sein Stiefsohn William treffen in Deadwood ein, woraufhin Alma und Bullock ihre Affäre beenden. Alma ist mit der kalten und kritischen Art von Miss Isringhausen nicht einverstanden und feuert diese. Wie sich nun herausstellt, ist Miss Isringhausen in Wahrheit eine Agentin der Pinkertons, die versucht, Beweise dafür zu sammeln, dass Alma den Mord an ihrem Mann in Auftrag gegeben hat, damit sich dessen Familie nach Almas Verurteilung den Goldclaim unter den Nagel reißen kann. Miss Isringhausen versucht Swearengen für ihre Zwecke einzuspannen, doch dieser verabscheut die Pinkertons und vertreibt die Agentin aus Deadwood.
Joanie Stubbs, die Chef-Prostituierte des Bella Union, sagt sich von Cy Tolliver los und eröffnet gemeinsam mit ihrer Geschäftspartnerin Maddie das Edel-Bordell The Chez Amis.
Der farbige Besitzer des Mietstalls, Hostetler, und sein Kumpel Samuel Fields, der sich selbst „Nigger General“ nennt, versuchen ein Wildpferd zu bändigen, um es zu verkaufen, doch das Tier entwischt und trampelt den kleinen William Bullock nieder, der bald darauf an seinen Verletzungen stirbt. Um die Beerdigung kümmert sich Andy Cramed, der nach Deadwood zurückgekehrt ist und seinem Leben als Berufsspieler abgeschworen hat, um Pfarrer zu werden. Hostetler und Samuel Fields fliehen aus Angst vor dem Zorn der Leute aus Deadwood.
Der Geologe Francis Wolcott befindet sich im Auftrag des Goldmagnaten George Hearst in Deadwood, um sämtliche Claims aufzukaufen. Er spannt Tolliver für seine Zwecke ein. Maddie warnt ihre Geschäftspartnerin Joanie vor dem sadistischen Wolcott, der schon mehrere Prostituierte gequält und ermordet hat. Schließlich schlägt Wolcott auch im The Chez Amis zu und tötet Maddie und zwei der Prostituierten. Während Tolliver die Spuren beseitigt, bringt Joanie die anderen Prostituierten mit Charlie Utters Hilfe in Sicherheit. Auf Utters Bitte hin kümmert sich Jane um Joanie.
Alma eröffnet gemeinsam mit Star die erste Bank in Deadwood. Zudem stellt sich heraus, dass sie ein Kind von Bullock erwartet. Daraufhin bittet Trixie den treuherzigen Ellsworth darum, Alma einen Heiratsantrag zu machen, was dieser auch tut. Nach einigem Zögern nimmt Alma den Antrag an und die beiden werden von Andy Cramed getraut. Nach der Feier provoziert Tolliver Andy mit Handgreiflichkeiten und Gotteslästerungen, bis dieser ihn niedersticht.
George Hearst trifft schließlich in Deadwood ein. Als er von Wolcotts Taten erfährt, feuert er diesen. Wolcott begeht daraufhin Selbstmord.

### Dritte Staffel – 1878
George Hearst besitzt nun die meisten der Goldclaims und führt diese mit harter Hand. Arbeiter, die eine Gewerkschaft zu gründen versuchen, lässt er umbringen. Derweil bereitet sich ganz Deadwood auf die ersten offiziellen Wahlen vor. Sol Star kandidiert gegen E.B. Farnum als Bürgermeister, Bullock will als Sheriff wieder gewählt werden und tritt gegen den naiven Barkeeper Harry Manning an.
Almas Schwangerschaft muss wegen lebensbedrohlicher Komplikationen abgebrochen werden. Als Alma Hearst eine Beteiligung an ihrem Goldclaim anbietet, macht dieser ihr unmissverständlich deutlich, dass er nur den gesamten Besitz und sonst gar nichts will. Schließlich verfällt Alma wieder der Opiumsucht und Ellsworth erkennt, dass seine Anwesenheit es für sie nur noch schwerer macht, woraufhin er aus dem gemeinsamen Haus auszieht. Die Angst, ihre Adoptivtochter Sofia zu verlieren, bringt Alma schließlich dazu, ihre Sucht ein zweites Mal erfolgreich zu bekämpfen.
Tolliver hat den Messerangriff von Andy Cramed überlebt. Er will, dass Joanie ins Bella Union zurückkehrt, doch diese macht ihm klar, dass sie ihn für einen Teufel hält. Sie beginnt eine Beziehung mit Jane, während ihr ehemaliges Bordell The Chez Amis nun als Schulhaus dient. Den Unterricht übernimmt Bullocks Frau Martha.
Hostetler und Samuel Fields kehren nach Deadwood zurück. Der Trunkenbold Steve, der sich in der Zwischenzeit um den Mietstall und die Pferde gekümmert hat, verlangt, dass ihm das Geschäft überlassen wird. Bullock leitet die Verhandlungen. Nachdem Steve den Mietstall gekauft hat, demütigt er Hostetler mit rassistischen Sprüchen immer weiter, woraufhin dieser Selbstmord begeht. Wenig später wird Steve bei dem Versuch, Fields am Verlassen von Deadwood zu hindern, von einem Pferd getreten und trägt schwere Hirnverletzungen davon. Fields übernimmt unerwartet die Pflege von Steve.
Neuankömmlinge in Deadwood sind der Theatermanager Jack Langrishe mit seiner Truppe und Hearsts farbige Köchin Tante Lou. Langrishe kauft das The Chez Amis und baut dafür ein neues Schulhaus.
Hearst setzt seine Interessen in Deadwood weiter mit allen Mitteln durch. Er bedroht Swearengen und hackt diesem sogar einen Finger ab. Nachdem Swearengens Handlanger Dan den immer zorniger werdenden Hearst auf offener Straße beleidigt hat, kommt es zu einem brutalen Kampf auf Leben und Tod zwischen Dan und Hearsts Leibwächter Captain Turner, den Dan gewinnt. Hearst wendet sich danach an die Pinkertons und fordert zahlreiche bewaffnete Männer an.
Alma wird, offensichtlich auf Hearst Befehl hin, auf offener Straße beschossen, jedoch nicht verletzt. Kurz darauf wird Ellsworth von Hearst’s Handlangern ermordet. Als Trixie Ellsworth’ Leiche sieht, schießt sie auf Hearst, verletzt ihn jedoch nur leicht. Aus Sorge um ihr Leben und das von Sofia, verkauft Alma schließlich ihren Claim an Hearst, der darüber hinaus den Tod der Prostituierten fordert, die ihn angeschossen hat. Da er Trixie nicht kennt und sie nicht genau gesehen hat, tötet Swearengen eine andere Prostituierte und präsentiert Hearst die Leiche. Hearst fällt darauf herein und verlässt selbstzufrieden die Stadt, während Swearengen dabei ist, seinerseits 150 bewaffnete Männer zu mobilisieren, um Deadwood wieder unter seine Kontrolle zu bringen.
Bullock droht Hearst bei dessen Abreise nochmals mit Konsequenzen, verliert jedoch letztendlich die durch Hearst manipulierte Sheriffwahl.

### Der Film – 1889
Rund zehn Jahre später: George Hearst ist Senator von Kalifornien und kommt nach Deadwood, um eine Rede zur Feier der Staatsgründung von Süd-Dakota zu halten. Trixie, die kurz davor steht, ein Kind von Sol Star zu bekommen, prangert öffentlich Hearst als Verbrecher an. Hearst stellt Al Swearengen zur Rede, denn er ist sich nun bewusst, dass er einst um seine Rache betrogen worden ist. Er will, dass Swearengen ihm hilft, Charlie Utters Land zu bekommen, da er Telefonleitungen durch dessen Land führen will. Doch Utter lehnt den Verkauf seines Landes an Hearst ab. Die Folgen sind tödlich für ihn.
Al Swearengens Trinkexzesse fordern indes ihren Tribut. Er hat nicht mehr lange zu leben und versucht sein Erbe zu regeln. Währenddessen kommt es zum Showdown zwischen Sheriff Bullock und Hearst. Bullock bekommt Unterstützung und Hearst wird festgenommen. Die Stimmung brodelt in der Stadt und Bullock muss sich entscheiden, ob er einen Lynchmord an Hearst zulässt. Bullock ringt mit sich und bringt dann den lädierten Hearst ins Gefängnis.
Auf dem Totenbett verabschiedet sich Swearengen auf seine Art von Trixie, die er einst vor Hearst gerettet hat: Er vermacht ihr sein Lokal.

## Auszeichnungen
Die Serie wurde mit acht Emmys und einem Golden Globe Award ausgezeichnet.
Bei der Golden-Globe-Verleihung 2005 wurde die Serie in der Kategorie „Beste Serie – Drama“ nominiert, verlor in dieser Kategorie jedoch das Rennen gegen die Serie Nip/Tuck. Jedoch wurde in diesem Jahr Ian McShane als bester Darsteller einer Fernsehserie ausgezeichnet.
Weitere Auszeichnungen stammen von der Cinema Audio Society für den Sound, der Directors Guild of America für Walter Hill und der Vereinigung American Cinema Editors für Stephen Mark.

## Besetzung
Die Serie wurde bei der Arena Synchron in Berlin vertont. Norbert Steinke schrieb die Dialogbücher, Martin Keßler führte die Dialogregie.
| Darsteller          | Charakter                              | Historische Figur     | Hintergrund | Synchronsprecher                        |
| ------------------- | -------------------------------------- | --------------------- | --- | --------------------------------------- |
| Timothy Olyphant    | Seth Bullock                           | Seth Bullock          | Sheriff, Besitzer von Star & Bullock Hardware                                                                                | Markus Pfeiffer                         |
| Ian McShane         | Al Swearengen                          | Al Swearengen         | Betreiber des The Gem Saloon                                                                                                 | Lutz Riedel                             |
| Molly Parker        | Alma Garret                            | –                     | Witwe Brom Garrets, eines Goldsuchers                                                                                        | Gundi Eberhard                          |
| Powers Boothe       | Cy Tolliver                            | Tom Miller            | Betreiber des Saloons The Bella Union                                                                                        | Hans-Werner Bussinger                   |
| John Hawkes         | Sol Star                               | Sol Star              | Mitbetreiber des Star & Bullock Hardware                                                                                     | Stefan Krause                           |
| Paula Malcomson     | Trixie                                 | Tricksie of the Gem   | Prostituierte des The Gem Saloon                                                                                             | Irina von Bentheim                      |
| Brad Dourif         | Doc Cochran                            | –                     | Arzt von Deadwood | Udo Schenk                              |
| William Sanderson   | E. B. Farnum                           | E. B. Farnum          | Bürgermeister und Besitzer des The Grand Central Hotel                                                                       | Bodo Wolf                               |
| Kim Dickens         | Joanie Stubbs                          | –                     | Betreiberin des Bordells The Chez Amis                                                                                       | Christin Marquitan                      |
| Garret Dillahunt    | Jack McCall                            | Jack McCall           | Mörder von Wild Bill Hickok                                                                                                  | Olaf Reichmann                          |
| Garret Dillahunt    | Francis Wolcott                        | –                     | Geologe und Prostituiertenmörder                                                                                             | Olaf Reichmann                          |
| Robin Weigert       | Calamity Jane                          | Calamity Jane         | Ehemalige Kundschafterin und Freundin von Wild Bill Hickok                                                                   | Martina Treger                          |
| Dayton Callie       | Charlie Utter                          | Charlie Utter         | Freund und Begleiter von Wild Bill Hickok                                                                                    | Uli Krohm                               |
| Anna Gunn           | Martha Eccles Bullock                  | Martha Eccles Bullock | Ehefrau von Seth Bullock und Witwe seines Bruders                                                                            |                                         |
| Jeffrey Jones       | A. W. Merrick                          | A. W. Merrick         | Journalist in Deadwood und Herausgeber der Zeitung The Deadwood Pioneer.                                                     | Jürgen Kluckert                         |
| Jim Beaver          | Ellsworth                              | –                     | Goldsucher | Kaspar Eichel                           |
| W. Earl Brown       | Dan Dority                             | Dan Doherty           | Gefolgsmann von Al Swearengen                                                                                                | Lutz Schnell                            |
| Titus Welliver      | Silas Adams                            | –                     | Gefolgsmann von Al Swearengen                                                                                                | Torsten Michaelis                       |
| Sean Bridgers       | Johnny Burns                           | –                     | Gefolgsmann von Al Swearengen                                                                                                | Michael Iwannek                         |
| Larry Cedar         | Leon                                   | –                     | Gefolgsmann von Cy Tolliver                                                                                                  | Viktor Neumann                          |
| Peter Jason         | Con Stapleton                          | Con Stapleton         | Gefolgsmann von Cy Tolliver                                                                                                  | Karl Schulz                             |
| Keith Carradine     | Wild Bill Hickok                       | Wild Bill Hickok      | Berühmter Revolverheld und zeitweiliger Sheriff                                                                              | Reiner Schöne                           |
| Geri Jewell         | Jewel                                  | –                     | Putzfrau im Gem | Silvia Mißbach                          |
| Keone Young         | Mr. Wu                                 | Tong-Krieg-Anführer   | Anführer der Chinesen. Betreibt eine Wäscherei und eine Schweinezucht                                                        | Weijian Liu                             |
| Bree Seanna Wall    | Sofia Metz                             | –                     | Adoptierte Tochter von Alma Garret, einzige Überlebende eines Angriffs auf ihre Familie                                      | Ruby Obermann                           |
| Josh Eriksson       | William Bullock                        | –                     | Sohn von Seths Bruder und dessen Witwe Martha Bullock                                                                        | Aljosha Fritzsche                       |
| Sarah Paulson       | Miss Alice Isringhausen                | –                     | Lehrerin von Sofia Metz | Ulrike Stürzbecher                      |
| Franklin Ajaye      | Samuel Fields (aka The Nigger General) | Samuel Fields         | Selbsternannter ehemaliger General der Schwarzen in der US-Armee                                                             | Oliver Stritzel                         |
| Ray McKinnon        | Reverend Smith                         | Henry Weston Smith    | Pfarrer in Deadwood | Jaron Löwenberg                         |
| Alice Krige         | Maddie                                 | –                     | Mitbetreiberin des Bordells The Chez Amis                                                                                    | Katja Nottke                            |
| Zach Grenier        | Andy Cramed                            | –                     | Glücksspieler und später Pfarrer in Deadwood                                                                                 | Stefan Gossler                          |
| Leon Rippy          | Tom Nuttall                            | Billy Nuttall         | Besitzer des Nutall's #10 Saloon                                                                                             | Helmut Krauss                           |
| Stephen Tobolowsky  | Hugo Jarry                             | Hugh McCaffrey        | Beauftragter der Territorialregierung in Yankton und schließlich Exekutivbeamter des neugegründeten Landkreises um Deadwood. | Till Hagen                              |
| Pavel Lychnikoff    | Blazanov                               | –                     | Telegrafist in Deadwood | Rostislav Batalow Waléra Kanischtscheff |
| Gerald McRaney      | George Hearst                          | George Hearst         | Bergbaumagnat | Frank Glaubrecht                        |
| Ralph Richeson      | Richardson                             | –                     | Mitarbeiter im The Grand Central Hotel                                                                                       |                                         |
| Cleo King           | Tante Lou                              | Lucretia Marchbanks   | Köchin im The Grand Central Hotel                                                                                            | Eva Kryll                               |
| Gale Harold         | Wyatt Earp                             | Wyatt Earp            | Revolverheld |                                         |
| Austin Nichols      | Morgan Earp                            | Morgan Earp           | Revolverheld und jüngerer Bruder von Wyatt Earp                                                                              |                                         |
| Brian Cox           | Jack Langrishe                         | Jack Langrishe        | Schauspieler, Impresario und Theater-Direktor                                                                                | Friedhelm Ptok                          |
| Parisse Boothe      | Tess                                   | –                     | Prostituierte im Saloon The Bella Union                                                                                      | Ulrike Stürzbecher                      |
| Pruitt Taylor Vince | Mose Manuel                            | –                     | Goldsucher |                                         |
| Cynthia Ettinger    | Claudia                                | –                     | Prostituierte |                                         |
| Timothy Omundson    | Brom Garret                            | –                     | Alma Garrets Ehemann, Goldsucher                                                                                             | Marcus Off                              |

## DVD-Veröffentlichungen
| Veröffentlichung Staffel 1      | 3. November 2005                                             |
| Veröffentlichung Staffel 2      | 1. Juni 2006                                                 |
| Veröffentlichung Staffel 3      | 12. Juli 2007                                                |
| Anzahl Discs/Staffel 1, 2, 3    | 4                                                            |
| Anzahl Episoden/Staffel 1, 2, 3 | 12                                                           |
| Bildformat                      | 16:9                                                         |
| Tonformat                       | Dolby, PAL, Raumklang                                        |
| Sprachen                        | Deutsch (2.0 - 5.1), Englisch (5.1), Französisch (Raumklang) |